# Klučov (district de Třebíč)
Pour les articles homonymes, voir Klučov.
Klučov (en allemand : Klutschau) est une commune du district de Třebíč, dans la région de Vysočina, en République tchèque. Sa population s'élevait à 173 habitants en 2024.

## Géographie
Klučov se trouve à 7,7 km au sud-est de Třebíč, à 35,7 km au sud-est de Jihlava et à 150 km au sud-est de Prague.
La commune est limitée par Střítež, Kožichovice au nord, par Slavičky au nord et à l'est, par Dolní Vilémovice au sud-est, par Lipník et Ostašov au sud et par Petrůvky à l'ouest.

## Histoire
La première mention écrite de la localité date de 1351.

## Transports
Par la route, Klučov se trouve à 8 km de Třebíč, à 41 km de Jihlava et à 183 km de Prague.